# Schloss Meisdorf

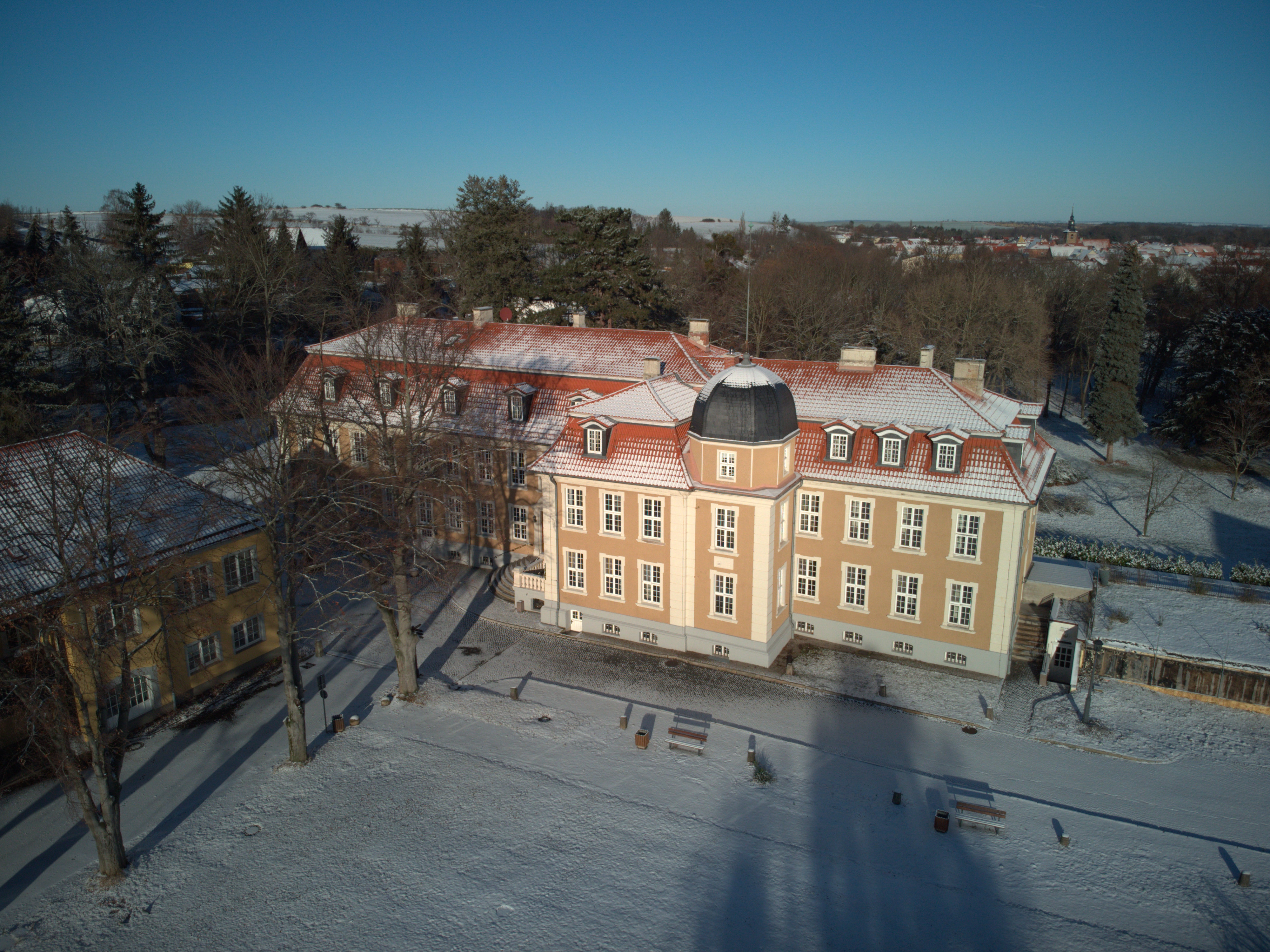
Neues Schloss im Luftbild

Das Schloss Meisdorf ist ein Schloss in Meisdorf, einem Ortsteil von Falkenstein im sachsen-anhaltischen Landkreis Harz. Das Gebäude wurde 1708 in einem zwölf Hektar großen Schlosspark erbaut. Es wird seit 1992 als Hotel betrieben.

## Geographische Lage

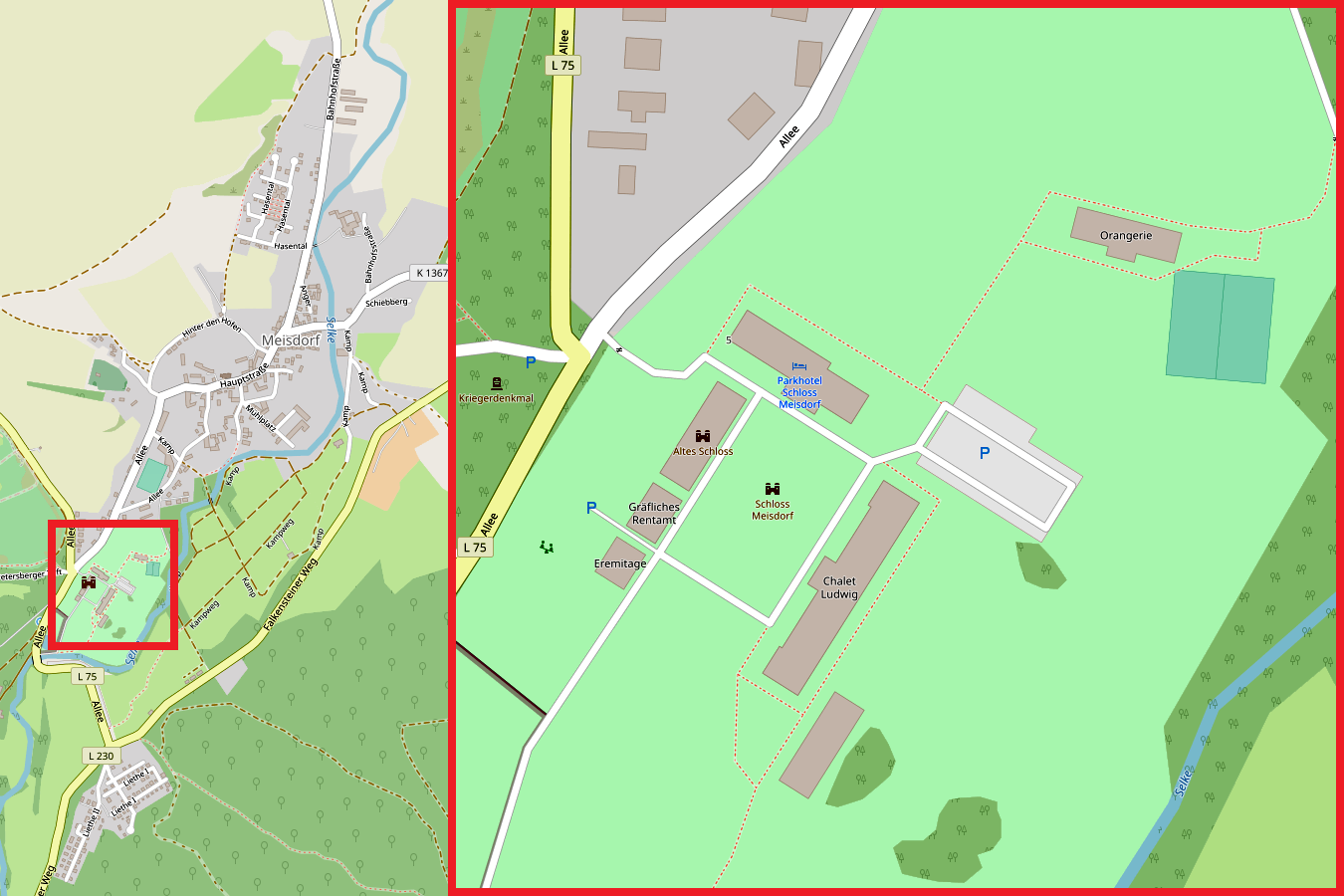
Links: Lage von Schloss Meisdorf im Ort Meisdorf, Rechts: Lageplan der Gebäude von Schloss Meisdorf

Das Schloss Meisdorf steht am Nordrand des Unterharzes im Naturpark Harz. Es befindet sich am Südwestrand von Meisdorf nahe der Landesstraße 75, die 500 m südlich des Schlosses von der L 230 abzweigt und nordwestwärts zum Ballenstedter Ortsteil Opperode führt. Südöstlich vorbei an der zum Schloss gehörenden Parkanlage fließt die aus dem Naturschutzgebiet Selketal kommende Selke.

## Geschichte

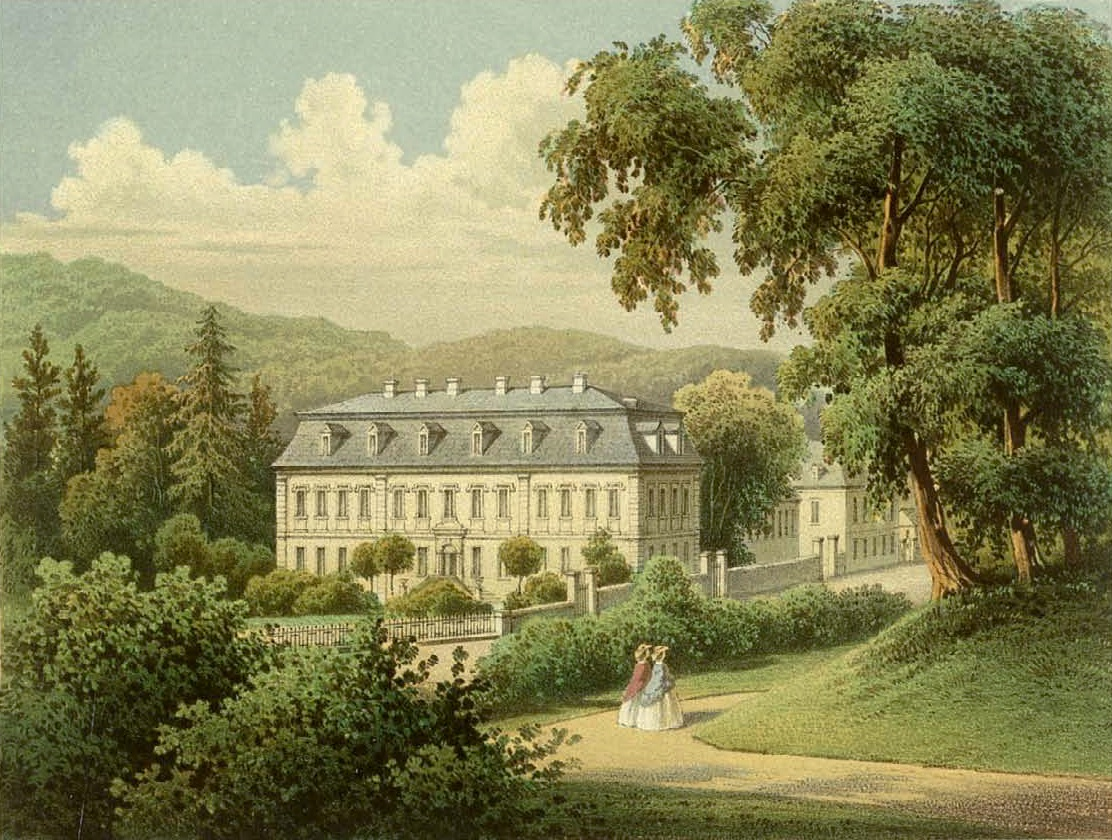
Schloss Meisdorf (um 1870)

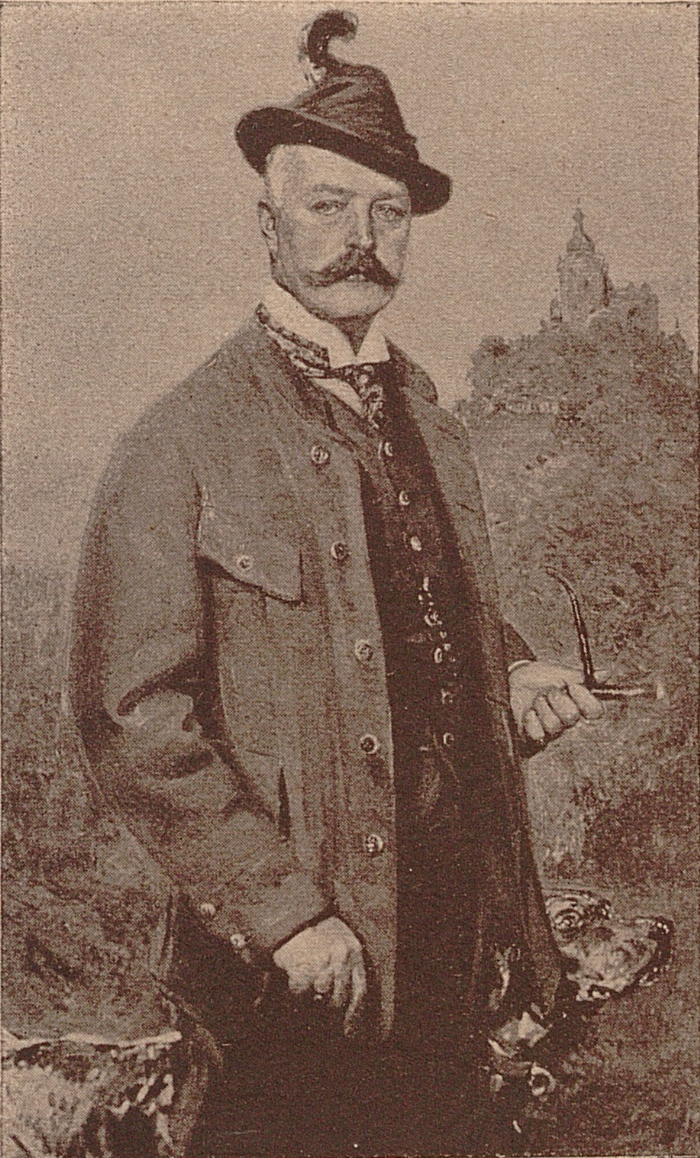
Friedrich von der Asseburg-Falkenstein-Meisdorf

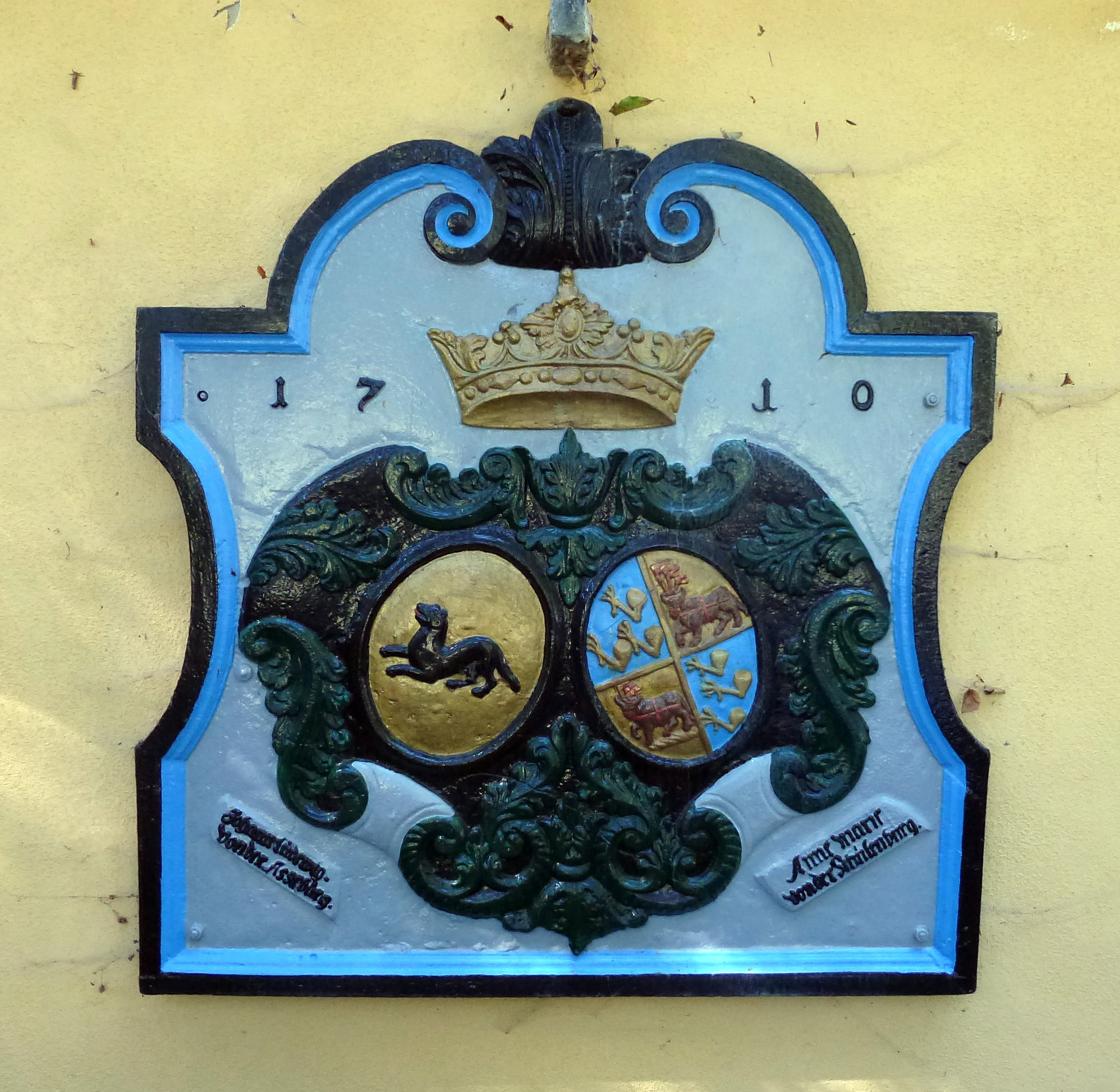
Wappen der Asseburger und der Schulenburger (1710) an der Eremitage

1708 ließ Johann Ludwig von der Asseburg (a) (1685–1732) das sogenannte Lange Gebäude als Wohnsitz auf dem Gut Meisdorf errichten. Am 5. Februar 1716 fanden dort wegen Grenzstreitigkeiten Vergleichsverhandlungen der Vertreter Anhalts, der preußischen Regierung und des Barons von der Asseburg statt, womit erstmals der Name Schloss Meisdorf belegt ist.
Ab 1761 befanden sich sowohl Meisdorf als auch die nahegelegene Burg Falkenstein im Besitz des Hofbeamten und Diplomaten Achatz Ferdinand von der Asseburg (1721–1797), Sohn von Johann Ludwig von der Asseburg. Da die Burg nur noch als Jagdschloss genutzt wurde und das alte Meisdorf'sche Wohnhaus für die Bedürfnisse des Freiherren zu klein geworden war, ließ dieser 1769 (b) ein neues geräumigeres, wenn auch einfaches Schloss erbauen, und das alte Schloss wurde zur Beamtenwohnung umfunktioniert. Das neue Schloss, dessen Fassade dem Ort Meisdorf zugewandt war, war mit diesem durch eine 400 Schritt lange Linden- und Kastanien-Allee verbunden. Er ließ auch neben dem alten Wohnhaus das Rentamt als Gutsverwaltung und das Forsthaus auf dem Klusberg errichten.
Nach dem Tod des Bauherrn ging das Schloss in den Besitz der Neindorf’schen Linie der Familie Asseburg über. Als diese Linie im Jahre 1816 mit dem Tod des Domkapitulars Ludwig Busso von der Asseburg (1762–1816) erlosch, fiel die Herrschaft Falkenstein der Eggenstedt-Ampfurtischen Linie zu. Damals wurde der preußische Geheimrat und Oberjägermeister Graf Ludwig August von der Asseburg (1796–1869) Besitzer und legte auf beiden Seiten des Schlosses nach Ballenstedt und Harzgerode Chausseen an. Ein großer Park und üppige Wiesen umgaben zu seiner Zeit das Schloss. 1822/1823 ließ er auch eine große massive Scheune und das Haus Eremitage errichten, das auf einem ehemaligen Eiskeller erbaut wurde. Schloss Meisdorf wurde unter Asseburg zum gesellschaftlichen Mittelpunkt des regionalen Adels. Nach seinem Tod erbte sein Sohn Graf Ludwig II. von der Asseburg (1829–1909) das Gut, dessen Ehefrau war Anna Gräfin von Königsmarck, Tochter des Adolf von Königsmarck. Sein Halbbruder Egbert Hoyer von der Asseburg wurde in Meisdorf geboren. Ludwig II. von der Asseburg-Meisdorf selbst war zeitweise aktiver Offizier im Eliteregiment der Gardes du Corps. Ende des 19. Jahrhunderts lebten im Gutsbezirk Meisdorf 117 Einwohner. Anfang der 1920er Jahre beinhaltete der Meisdorfer Grundbesitz adliges Rittergut und Teil der Herrschaft 1428 ha. Des Weiteren gehörte Pansfelde mit 1791 ha dazu.
1921/1922 wurde das Neue Schloss durch dessen Besitzer Friedrich Georg Deodat Graf von der Asseburg-Falkenstein (1861–1940) nach Plänen des Architekten Max Brockert umgebaut und dabei der Turm und der Seitenflügel hinzugefügt. Er ließ 1910 erste Umbauten am Schloss vornehmen und auch die 1822 errichtete Scheune zu Wohnungen umbauen.
Von 1944 bis 1945 diente das Schloss Meisdorf als Lager für historisches Archivgut und Akten des Politischen Archivs des Auswärtigen Amts in Berlin und wurde als Hauptausweichstelle bezeichnet. Im Bestand befanden sich auch von Friedland nach Meisdorf geschaffte Geheimdokumente, die im April 1945 kurz vor Ende des Zweiten Weltkriegs großteils zerstört wurden.
Am 17. April 1945 wurde das Neue Schloss, das zu dieser Zeit von der Gräfin Margarete von der Asseburg-Falkenstein (1868–1945) bewohnt wurde, durch einen Blindgänger getroffen. Das Geschoss hatte die Hirschplastik im Schlosspark durchschlagen, den Turm des Schlosses getroffen und war in einem Bett im Obergeschoss liegen geblieben. Personen kamen dabei nicht zu Schaden. Dann rückten erste Einheiten der US-Armee in Meisdorf ein, die das Schloss beschlagnahmten. Ab Juli 1945 diente es als Kommandantur der Roten Armee und als Flüchtlingsunterkunft. Ab 1946 wurde die Schlossanlage als Ferienobjekt durch den VEB Walzwerk Hettstedt genutzt, das Forsthaus wurde 1977 zum Gästehaus des Rats des Kreises Aschersleben.

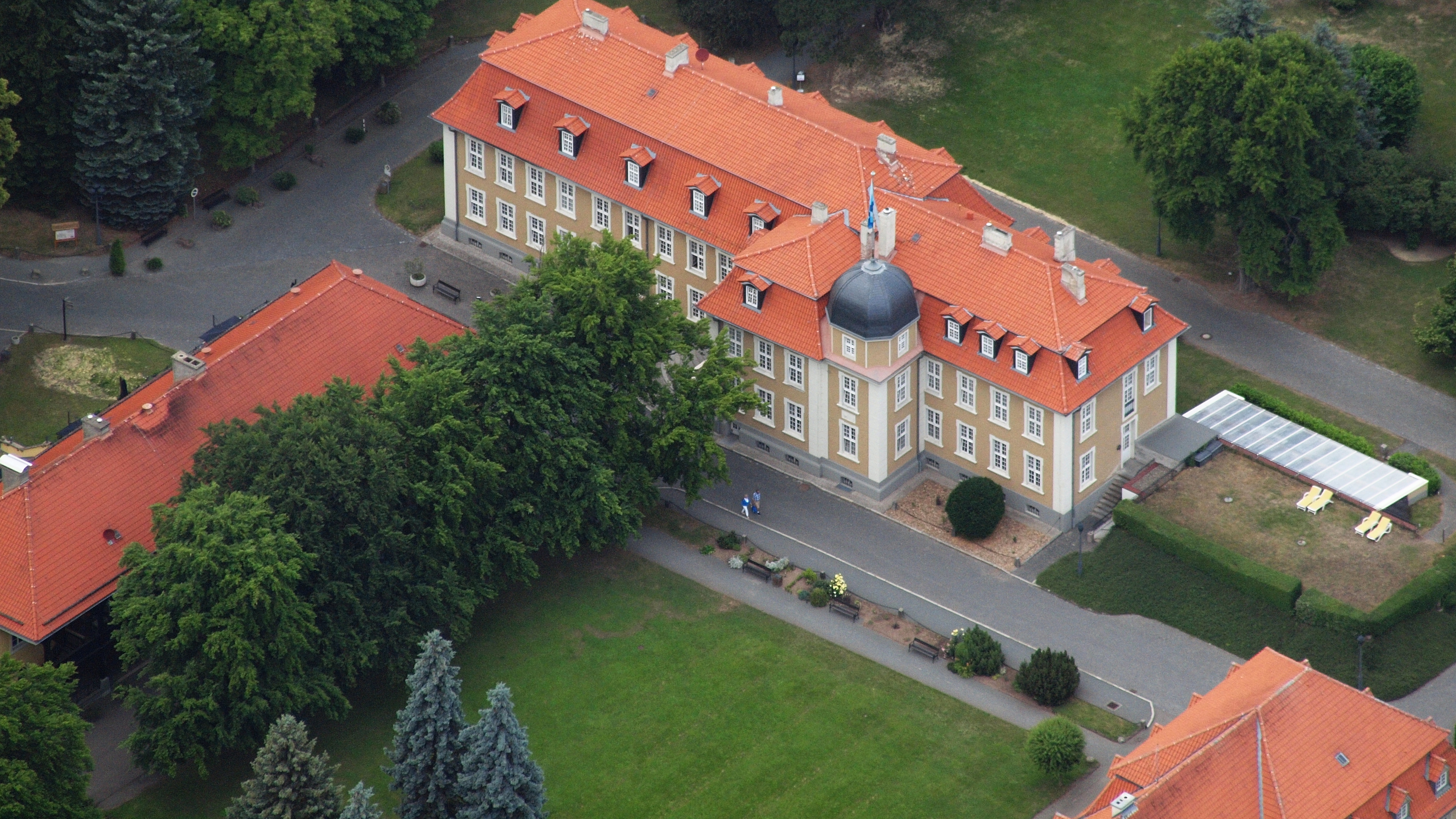
Schloss Meisdorf, links Altes Schloss, rechts Neues Schloss (2015)
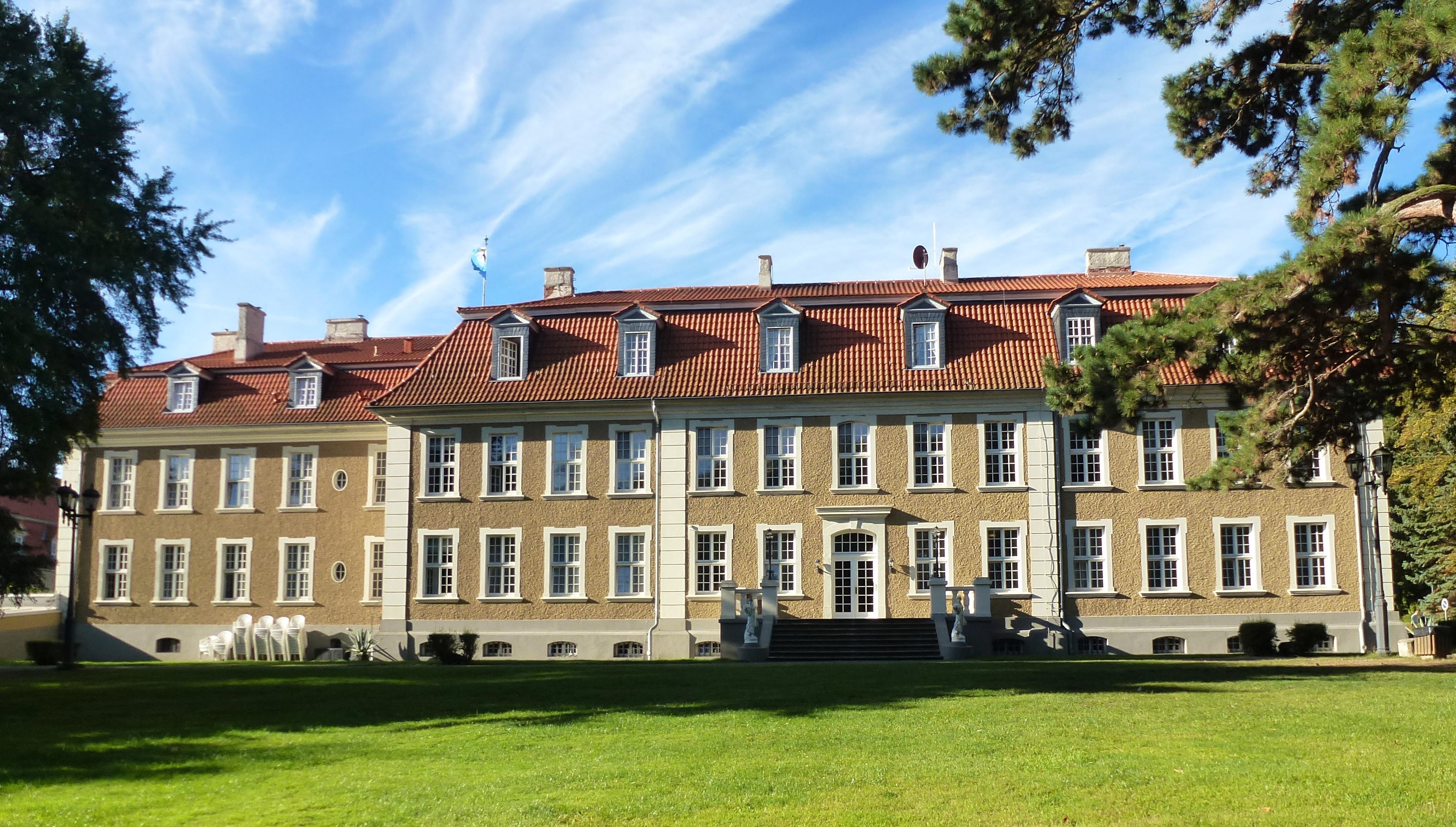
Neues Schloss, von Nordosten
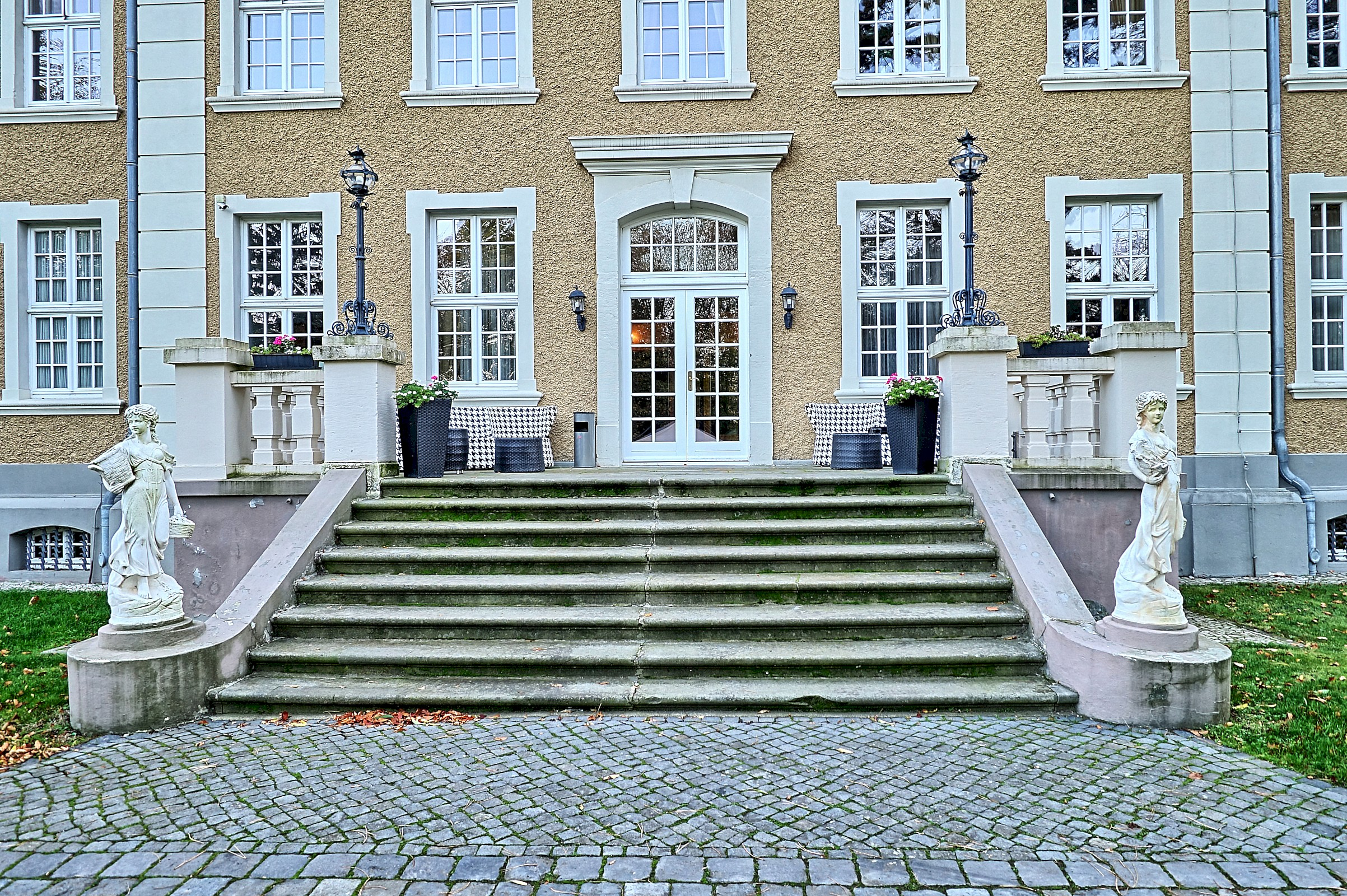
Nordeingang des neuen Schlosses mit zwei Statuetten
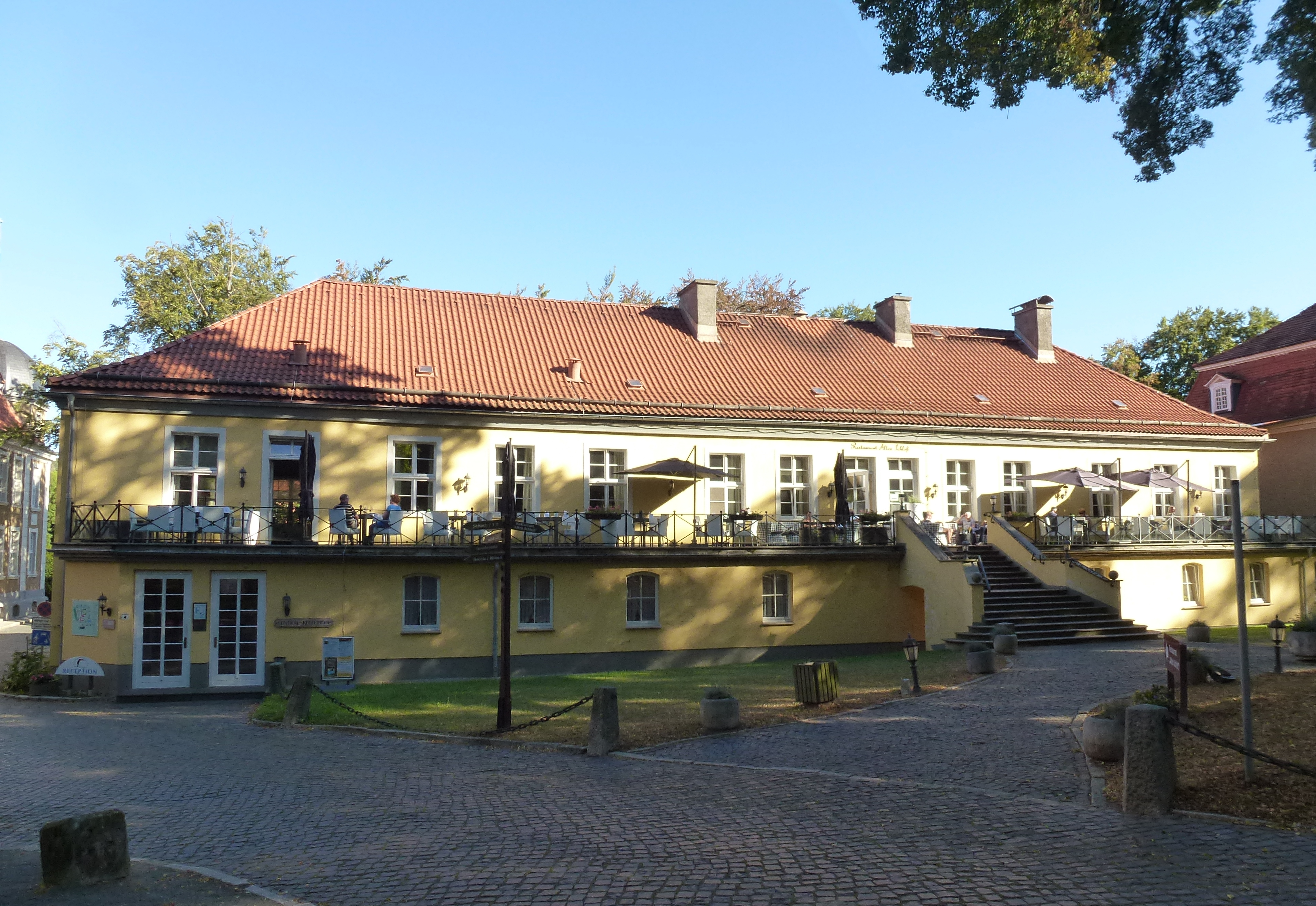
Altes Schloss (gebaut 1708)
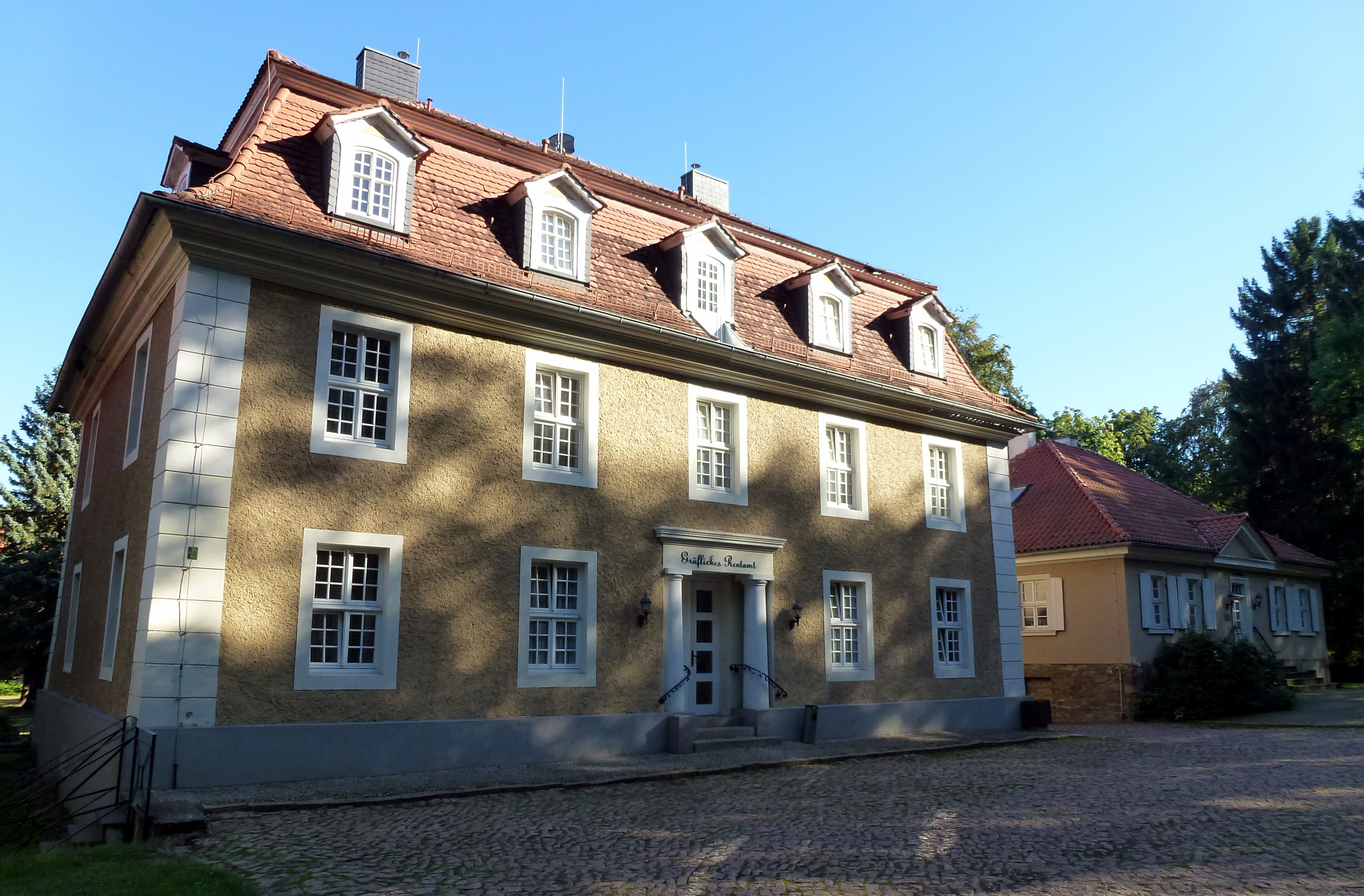
Gräfliches Rentamt und Eremitage
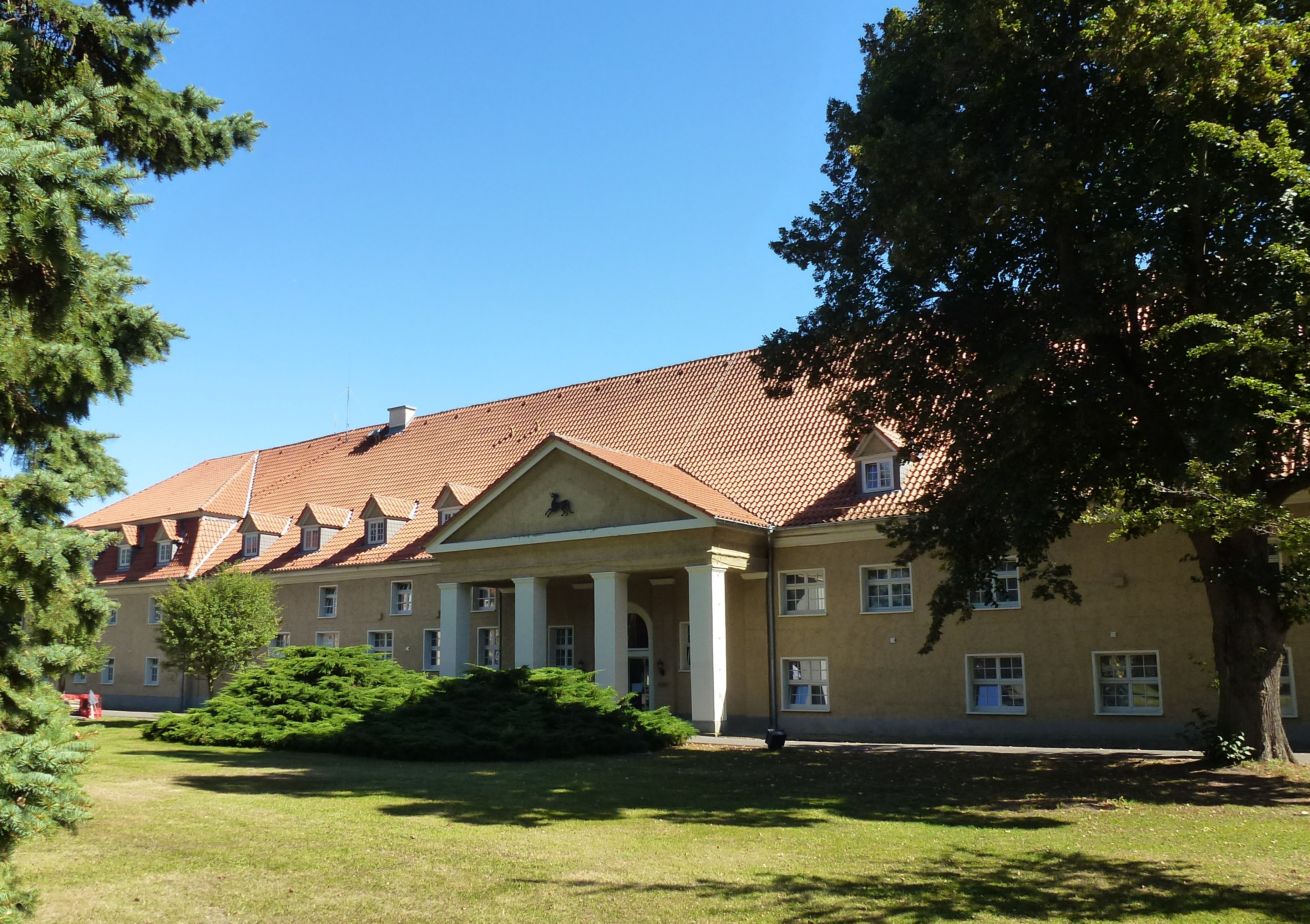
Chalet Ludwig

1992 wurden das Schloss und die Gebäude im Schlosspark nach Privatisierung durch die Ferdinand-Lentjes-Holding renoviert und zu einer Hotelanlage umgebaut. Im Jahr 2001 übernahm die Van-der-Valk-Gruppe die Hotelanlage. Im Juli 2021 wurde die Hotelanlage an Bernstein Hotels & Resorts verkauft und danach umgebaut und erweitert. Das Alte Schloss von 1708 dient als Restaurant, das Neue Schloss, das Gräfliche Rentamt und die Chalet Ludwig genannte ehemalige Scheune beherbergen Hotelzimmer. Die Gebäude im Schlosspark stehen unter Denkmalschutz. Im Schlosspark stehen viele alte Bäume und in der Mitte die Plastik eines Rehbocks auf einem Sockel.
In direkter Nähe zum Schloss liegt auf einem 70 ha großen Areal die 18-Loch Golfplatzanlage Schloss Meisdorf.

## Umgebung

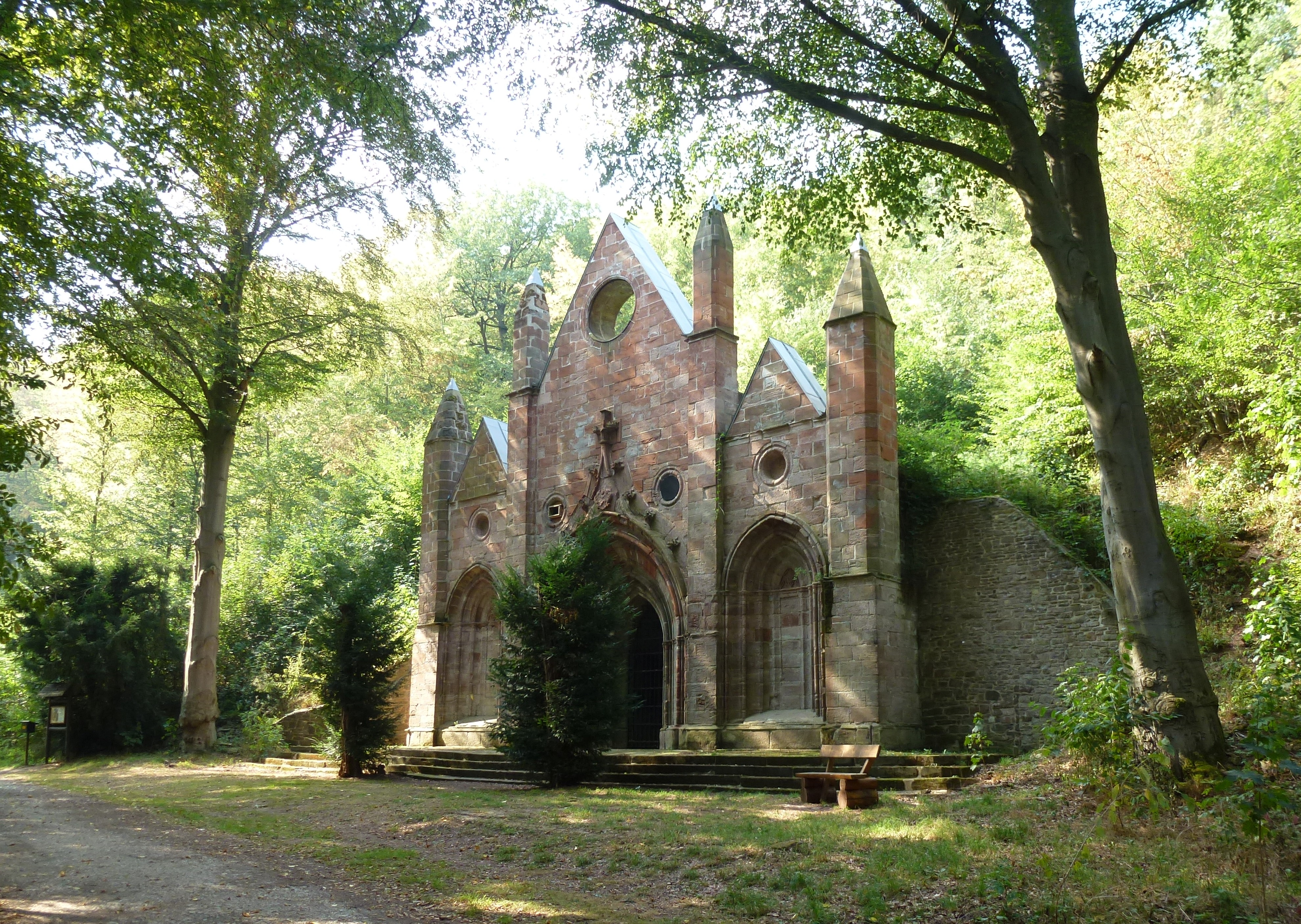
Mausoleum Neues Gewölbe der Asseburger nahe Schloss Meisdorf

Etwa 450 m südwestlich des Schlosses steht im Laubwald neben der Selke das Mausoleum Neues Gewölbe, das 1834 im neugotischen Stil aus rohem Sandstein erbaut wurde. Es diente den Asseburgern bis 1928 als Begräbnisstätte. Zum Mausoleum führt südwestlich der L 75 ein Waldweg. Es ist als Nr. 207 in das System der Stempelstellen der Harzer Wandernadel einbezogen; die Stempelstelle befindet sich am Selketalstieg.
Ein anderer Weg verläuft zu dem oberhalb des Schlosses auf einem Berg gelegenen Schweizerhäuschen (⊙), das bis 1945 als Oberförsterei genutzt wurde und heute Forsthaus genannt wird.